# Esther Mengold
Esther Mengold (* 25. August 1877 in Basel; † 25. April 1954 ebenda, heimatberechtigt in Basel, Chur und Speicher) war eine Schweizer Malerin. Ihr Werk umfasst Landschafts-, Blumen-, Familien- und Gruppenbilder sowie Porträts.

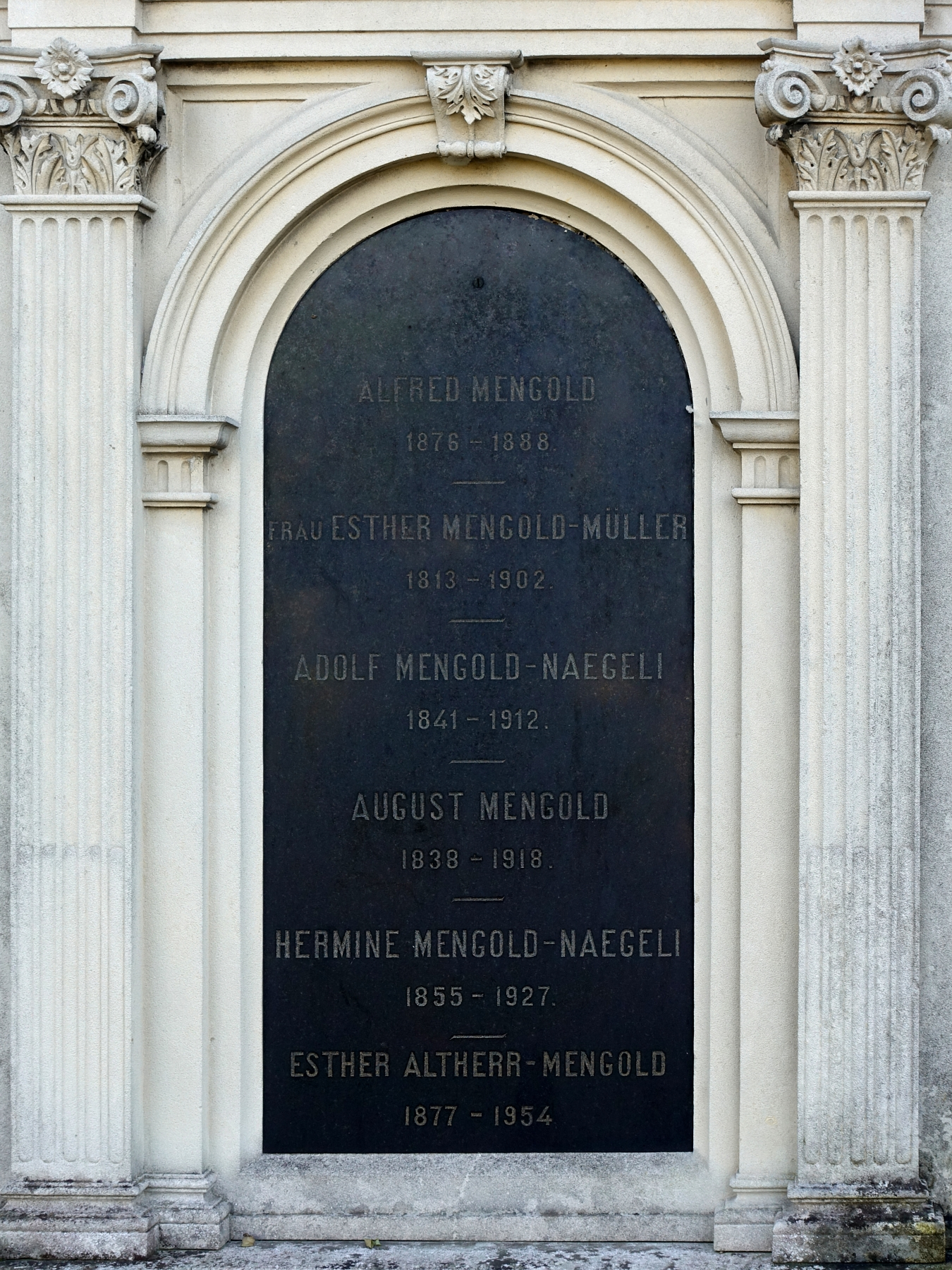
Grab, Wolfgottesacker, Basel

## Leben und Werk
Esther Mengold war die Tochter des Adolf Mengold (1841–1912) und der Hermine, geborene Naegeli (1855–1927). Sie besuchte die Allgemeine Gewerbeschule Basel, wo sie bei Johann Baptist Weißbrod den Mal- und Zeichenkurs belegte. Anschliessend studierte sie kurze Zeit an der Accademia di Belle Arti in Florenz und lernte dann selbstständig weiter. 
Von Florenz ging es nach München, wo sie sich dem Münchner Künstlerinnenverein anschloss. Hier hatte sie Kontakt zu Leo Putz, der sie an die Künstlerkolonie Dachau empfahl. Dort war sie Schülerin von Adolf Hölzel. Später hielt sie sich in London auf und machte sich einen Namen als Porträtistin.
Wieder in Basel hatte Mengold Kontakt zu Künstlern wie Sophie Burckhardt, geborene Hipp (1876–1942) und deren Mann Carl Burckhard, Paul Basilius Barth, Numa Donzé, Hermann Meyer, Heinrich Altherr und Paul Altherr, den sie 1907 heiratete. 
Mengold war Mitglied der Basler Sektion der Schweizerischen Gesellschaft Bildender Künstlerinnen. In Gruppenausstellungen stellte sie ihre Werke u. a. in der Kunsthalle Zürich, in der Kunsthalle Basel und im Kunsthaus Zürich aus. Ihre letzte Ruhestätte fand sie auf dem Wolfgottesacker in Basel.